# 錫亞特

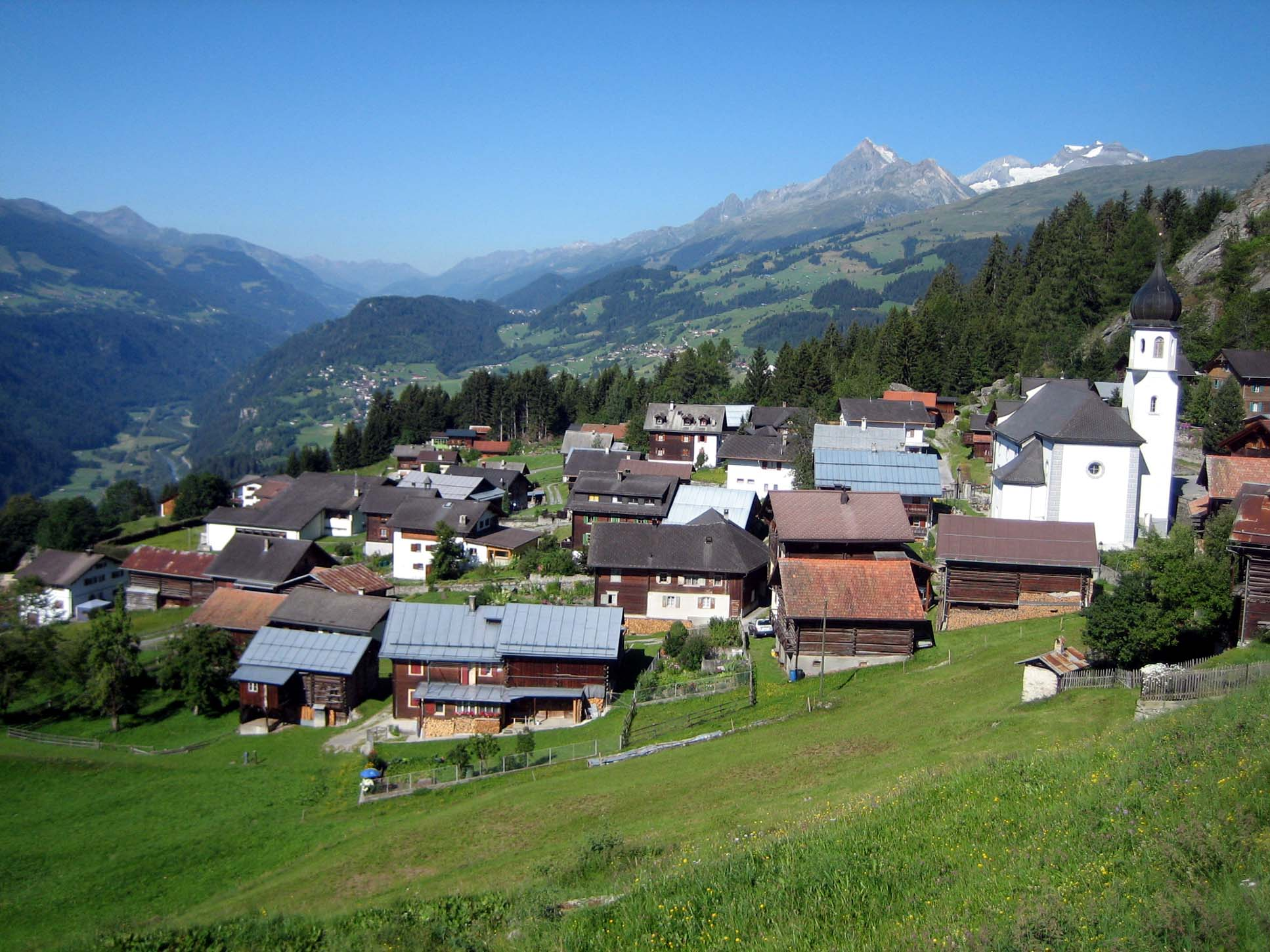

錫亞特是瑞士的城鎮，位於該國東部，由格勞賓登州負責管轄，面積13.52平方公里，海拔高度1,296米，2011年人口171，八成居民使用羅曼什語，人口密度每平方公里13人。

## 外部連結
- Official website （页面存档备份，存于） （德文）/（羅曼什語）